# Ceux des îles
Pour plus de détails, voir Fiche technique et Distribution.
Ceux des îles (Los isleros) est un film argentin réalisé par Lucas Demare, sorti en 1951.

## Fiche technique
- Titre : Ceux des îles
- Titre original : Los isleros
- Réalisation : Lucas Demare
- Scénario : Ernesto L. Castro et Lucas Demare
- Musique : Gilardo Gilardi
- Photographie : Mario Pagés
- Société de production : Estudios San Miguel
- Pays :  Argentine
- Genre : Drame
- Durée : 112 minutes
- Dates de sortie : 
  -  Argentine : 20 mars 1951

## Distribution
- Tita Merello
- Arturo García Buhr
- Roberto Fugazot
- Enrique Fava
- Graciela Lecube
- Alita Román

## Distinctions
Le film a été présenté en sélection officielle en compétition au Festival de Cannes 1951.